# Passiflora bucaramangensis
Passiflora bucaramangensis är en passionsblomsväxtart som beskrevs av Ellsworth Paine Killip. Passiflora bucaramangensis ingår i släktet passionsblommor, och familjen passionsblomsväxter. Inga underarter finns listade i Catalogue of Life.